# خفاش‌های سلیمان
خفاش‌های سلیمان (نام علمی: Melonycteris) نام یک سرده از تیره خفاش میوه‌خوار است.